# قاعدة بيانات مصطلحية
قاعدة البيانات المصطلحية أو قاعدة بيانات المصطلحات أو بنك المصطلحات هي قاعدة بيانات لمصطلحات كل منها لمفهوم معين ومعلومات متعلقة بها وأكثرها متعدد اللغات.